# Eric Nilsson
För andra personer med detta namn, se Erik Nilsson.
Eric Ferdinand Nilsson (i riksdagen kallad Nilsson i Svalöv), född 21 augusti 1905 i Grevie församling, död 1 april 1972 i Felestads församling, var en svensk agronom och riksdagspolitiker (högern).
Nilsson var ledamot av riksdagens andra kammare från 1949, invald i Malmöhus läns valkrets.